# Dwight Townsend
Dwight Townsend (* 26. September 1826 in New York City; † 29. Oktober 1899 ebenda) war ein US-amerikanischer Politiker. Er vertrat in den Jahren 1864 und 1865 sowie zwischen 1871 und 1873 den Bundesstaat New York im US-Repräsentantenhaus.

## Werdegang
Dwight Townsend besuchte die Grammar School am Columbia College in New York City. In den frühen 1860er Jahren war er im Zuckergeschäft tätig. Er saß zwischen 1859 und 1865 im ursprünglichen Board of Directors der Equitable Life Assurance Society. Politisch gehörte er der Demokratischen Partei an. Er wurde am 5. Dezember 1864 in das US-Repräsentantenhaus in Washington, D.C. gewählt, um dort die Vakanz zu füllen, die durch den Rücktritt von Henry G. Stebbins entstand. Bei den Kongresswahlen des Jahres 1870 wurde Townsend im ersten Wahlbezirk von New York in das US-Repräsentantenhaus gewählt, wo er am 4. März 1871 die Nachfolge von Henry A. Reeves antrat. Da er im Jahr 1872 auf eine erneute Kandidatur verzichtete, schied er nach dem 3. März 1873 aus dem Kongress aus. Ab 1875 ging er dann seinen früheren Geschäften nach. Er starb am 29. Oktober 1899 in New York City und wurde auf dem Greenwood Cemetery in Brooklyn beigesetzt.